# Jansik-Knoten
Der Jansik-Knoten ist ein Anglerknoten zur sicheren Befestigung einer Angelschnur an Angelhaken oder Wirbel.

## Knüpfen
Die Angelschnur wird zweimal durch das Hakenöhr gefädelt. Danach wird das Schnurende durch die entstandenen doppelten Augen drei- oder viermal durchgewickelt. Sodann Schnur befeuchten und ordentlich festziehen. Überschüssiges Schnurende abschneiden und fertig ist der Knoten.

## Alternativen
Einfacher, aber etwas weniger robust ist der Clinchknoten.